# Phrynobatrachus brongersmai
Phrynobatrachus brongersmai är en groddjursart som beskrevs av Parker 1936. Phrynobatrachus brongersmai ingår i släktet Phrynobatrachus och familjen Phrynobatrachidae. Inga underarter finns listade i Catalogue of Life.